# 智利袋鼠
智利袋鼠（学名 Rhyncholestes raphanurus）也叫长鼻鼩负鼠，是现存六种鼩负鼠之一。它们主要生活在智利和阿根廷海拔約1100米高的常绿温带森林中。夜棲、雜食性，體長約7至8吋。目前已被列为濒危动物。